# Chaetopauesia crassicornis
Chaetopauesia crassicornis är en stekelart som först beskrevs av William Harris Ashmead 1891.  Chaetopauesia crassicornis ingår i släktet Chaetopauesia och familjen bracksteklar. Inga underarter finns listade i Catalogue of Life.